# 珠めぐみ
珠 めぐみ（たま めぐみ、1950年5月22日 - 2013年8月23日）は、日本の女優、歌手。
東京都新宿区出身。生前は松竹、東京俳優生活協同組合、蛭川企画に所属していた。東京都立鷺宮高等学校卒業。姪はタレントの小川菜摘。　

## 人物
六人兄弟の末っ子として育つが、小学校一年の時に父を病気でなくす。高校在学中よりテレビドラマなどに出演。中学三年の夏頃、フジテレビの見学に行って放送作家の寺田信義の目に止まり、寺田が脚本した1964年の『中之島ニッポン』（TBS）でテレビ初出演。その時の役名・珠子から芸名がつけられた。「めぐみ」は恵まれるようにと名づけられた。
デビュー当初の円谷プロ作品『ウルトラQ』の第20話「海底原人ラゴン」では、周囲の人々が躊躇する中、怯えながらも意を決して海底原人の赤ん坊をラゴンに渡し終えてから気絶してしまうという難しい役を演じた。
当初は、実年齢での高校生で妹という役柄が多かったが、ロングランシリーズ『お嫁さん』の第5シリーズでは、前作の『お嫁さん』第4シリーズの妹役から主役に抜擢され、夫の勝呂誉の山岡家に入って健気に明るく頑張るお嫁さん役を演じた。本作で清純派女優としての人気を獲得するが、イメージが固定されてしまい、以後はテレビドラマのゲストや舞台出演が中心となる。1975年の『炎の日記』は、初の昼ドラ出演で『お嫁さん』以来の主演作であり、当時のインタビューでは「いつまでもお嬢様女優でしかないことに気が付いたので、本作では女を演じたい」とイメージ脱却の旨を語っている。
姪である小川菜摘は、2013年8月23日付の自身のブログにて、珠は闘病中であったが、同年夏に亡くなったことを明かした。小川は、同ブログにて学生時代より珠の舞台に付き人として付いており、芸能界の先輩として影響を受けたことに対する感謝の念を綴っている。

## 出演作品

### テレビドラマ
- 1964年 中之島ニッポン（11月8日、TBS）
- 1966年 ウルトラQ（TBS／円谷プロ）
  - 第20話「海底原人ラゴン」-  石井文子（石井博士の妹）
- 1966年 夕べの雲（NHK）
- 1966年 何処へ（NTV）
  - 第5話「どじょこふなっこ」- 河合汐子（高校生）
- 木下恵介劇場（TBS）
  - 1967年 今年の恋（2月 ‐ 4月）全8回中の第2回〜第5回出演 - 中井の妹（高校生）
- 1967年 青空に叫ぼう（NET）
- 1967年 快獣ブースカ（NTV／東宝／円谷プロ）
  - 第38話「海が呼んでる」- 次郎の姉
- お嫁さん（CX）
  - 1968年 第4シリーズ - 町子
  - 1968年 第5シリーズ（1968年 - 1969年）- 主演・祐子
- 銭形平次（CX・東映）
  - 1968年 第124話「血染めの手型」- おみつ
  - 1970年 第227話「娘ごころ」- おさよ
  - 1974年 第401話「往くも還るも地獄道」- お民
- 1968年 旅がらすくれないお仙（NET／東映京都テレビプロダクション）
  - 第2話「くれないに燃えたの」
- 1969年 日産スター劇場（NTV）
  - たこたこあがれ
- 1969年 ひげとたんぽぽ（NTV）- コウサカ ノリコ
- 水戸黄門 （TBS・C.A.L）
  - 1970年 第1部 第24話「謎の死紋-亀田-」- 縫
  - 1971年 第2部 第28話「裏切り-小倉-」- 小夜
  - 1972年 第3部 第14話「激流の死闘-伊勢亀山-」- よしえ
  - 1973年 第4部 第25話「狙われた弥七-仙台-」- おその
  - 1976年 第7部 第31話「助さん格さん子守唄・渋川」- おもよ
- 1969年 おんなの劇場 徳川秀忠の妻（CX）
- 1970年 燃えよ剣（NET）
  - 第2話「春の月かげ」
- 1970年 白雪劇場 新吾十番勝負（KTV）
- 1970年 雪之丞変化（CX／松竹）- 浪路
- 1970年 女舞（CX）
- 1970年 柳生十兵衛（CX）- 小鶴
  - 第4話「剣と槍」
  - 第21話「おしかけ花嫁」
  - 第22話「決斗　鍵屋の辻」
- 1970年 男たちのブルース （YTV）
- 1970年 明日のしあわせ （NET）
- 1971年 恋愛術入門（TBS／国際放映）
  - 第17話「女がタマゴを生む時」- ひろみ
- 1971年 愛と死の砂漠（KTV）- 泰子の妹
- 清水次郎長（CX）
  - 1971年 第7話「泣き笑い兇状旅」
  - 1972年 第42話「さらばども安」
- 江戸巷談　花の日本橋（CX）
  - 1971年「紺屋と高尾 前編」・「おいらん女房 後編」- お美代
  - 1972年「怪盗腕くらべ 前編」・「女泥棒の恋 後編」- お鶴
- 1971年 大忠臣蔵（NET）- 内田美弥
- 1971年 弥次喜多隠密道中（NTV）第12話「消えた御用金」
- 大江戸捜査網（12ch／日活／三船プロ）
  - 1971年 第45話「小判に秘めた恋」- おゆき
  - 1975年 第196話「殺しの招待状」- おたみ
  - 1976年 第230話「対決! 男の意地」- 小染
  - 1976年 第245話「牢破り無情」
  - 1977年 第288話「浪人殺しの陰謀」- おとせ
  - 1977年 第299話「牢破り! 命の絶唱」- おとき
  - 1978年 第359話「哀しき盗っ人の恩返し」
  - 1979年 第384話「大爆破を招く恐怖の大凧」- 菊弥（おきく)
  - 1980年 第434話「五七五に賭けた恋情け」- 菊八
- 1972年 荒野の素浪人（NET）
  - 第1シリーズ 第8話「復讐 黒羽の女」
- 1972年 あの橋の畔で（NTV）
- 1972年 大いなる旅路（NTV）
- 1972年 紫頭巾事件帖（12ch／松竹）
  - 第18話「追跡!!三千万両の謎」- お京
- 1972年 お祭り銀次捕物帳（CX）
  - 第14回「反乱の城下町」- 美乃
- 1972年 隼人が来る（CX）
  - 第13話「酔いどれ二刀流」- 磯田雪江
- 1972年 忍法かげろう斬り（KTV）
  - 第15話「対決! 鷹対隼」- 志摩
- 大岡越前（TBS・C.A.L）
  - 1972年 第3部 第23話「狙われた男」- お吉
  - 1975年 第4部 第22話「人情雛裁き」- おけい
- 1972年 怪談（MBS）
  - 第8回「大奥あかずの間」- お妙
- 必殺シリーズ（ABC／松竹）
  - 1973年 必殺仕掛人 第19話「理想に仕掛けろ」- 風見鳴枝
  - 1974年 助け人走る 第23話「裏切大慕情」- ゆき
  - 1975年 必殺必中仕事屋稼業 第6話「ぶっつけ勝負」- おしん
  - 1976年 必殺仕業人 第22話「あんた この迷惑をどう思う」- 里絵
  - 1980年 必殺仕事人 第40話「昇り技字凧落し業」- おさき
- 1973年 眠狂四郎（NTV）
  - 第16話「お洒落狂女が歌う」
- 1973年 恐怖劇場アンバランス（CX／円谷プロ ※制作は1969年）
  - 第5話「死骸（しかばね）を呼ぶ女」- 小山恵子
- 1973年 旅人異三郎（12ch）
  - 第10話「愛と憎しみが荒波に散った」
- 1973年 新選組（CX）
  - 第10話「大坂天満宮の襲撃」- おその
- 1973年 素浪人 天下太平（NET）
  - 第23話「あの町、この町影法師」- お菊
- 非情のライセンス（NET）
  - 1973年 第1シリーズ 第29話「兇悪の欲望」
  - 1975年 第2シリーズ 第26話「兇悪の友情」
  - 1976年 第2シリーズ 第91話「兇悪の愛と友情」
- 1973年 旗本退屈男（NET）
  - 第6話「幽霊さがし」- 誰袖
- 1973年 蝙蝠安（NET）
- 1974年 大久保彦左衛門（KTV）
  - 第22話「桃の花の咲く日」- たま江
- 1974年 アイフル大作戦（TBS／東映）
  - 第49話「真夜中のアリバイ! 個人授業」- 市村さち子
- 1974年 唖侍鬼一法眼（NTV／勝プロ）
  - 第23話「寒椿慕情」- おりん
- 右門捕物帖（NET／東映）
  - 1974年 第4話「罠」
  - 1975年 第44話「炎の罠」
- 伝七捕物帳
  - 1974年 日本テレビ版
    - 第36話「謎のむらさき房」- 岩井若雪
    - 第46話「罠にかかった火あそび」- おつた

  - 1979年 テレビ朝日版 第23話「さらば侍」
- 子連れ狼（萬屋錦之介版、NTV／ユニオン映画）
  - 1974年 第2部 第22話「水流斬馬刀」
  - 1976年 第3部 第7話「忍五輪」- 鮎
- 1975年 炎の日記（1975年 ‐ 1976年、THK）
- 破れ傘刀舟悪人狩り（NET）
  - 1975年 第20話「天保御鷹秘録」- 駕籠定のお駒
  - 1976年 第127話「復讐の赤い矢」- お絹
- 1975年 長崎犯科帳（NTV）
  - 第13話「闇に消えた用心棒」- お仙
- 1975年 剣と風と子守唄（NTV）
  - 第16話「還らざる黄金」
- 1976年 お耳役秘帳（KTV）
  - 第3話「復讐の若者」- 琴路
- 1976年 遠山の金さん（杉良太郎版、NET／東映）
  - 第30話「暗闇の銃声を消せ!!」 - 玉菊
  - 第52話「明日を知らない女」-おせき
- 1976年 隠し目付参上（MBS）
  - 第8話「穴のむこうは極楽か」- お里
- 1976年 五街道まっしぐら!（NET）
  - 第3話「暗闇に光る眼」
- 1976年 江戸の旋風II（CX）
  - 第11話「古い傷あと」
- 桃太郎侍（NTV／東映）
  - 1977年 第41話「怒りの刃を振り上げろ」- 小つる
  - 1979年 第163話「甘い餌には罠がある」- おひさ
- 1978年 新五捕物帳（NTV）
  - 第29話「物言えば唇寒し…」- おまさ
- 1978年 江戸の渦潮（CX）
  - 第4話「断崖に立つ男」- お蝶
- 1978年 死人狩り（CX）
  - 第3話 - レイコ
- 1979年 同心部屋御用帳 江戸の旋風IV（CX／東宝）
  - 第16話「仇討ち姉妹」- お滝
- 1979年 江戸の激斗（CX）
  - 第11話「魔の影」- 小里
- 1980年 そば屋梅吉捕物帳（12ch）
  - 第15話「遠山桜を狙う奴」- 八重
- 暴れん坊将軍（ANB／東映）
  - 吉宗評判記 暴れん坊将軍
    - 1979年 第52話「失脚!大岡越前守」- なみ
    - 1980年 第110話「立て! 江戸の若者たち」- お珠
    - 1980年 第136話「火の山に賭けた女」- お美津

  - 暴れん坊将軍II
    - 1984年 第78話「少女監禁! 天使たちの反乱」- お馬
- 1980年 斬り捨て御免!（12ch）
  - 第1シリーズ 第6話「女の肌に秘めた謎」- 鳥居八重
- 1980年 ミラクルガール（12ch／東映）
  - 第10話「砂浜に燃えた女の性」
- 1981年 ザ・ハングマン（ABC）
  - 第45話「浮気夫人の遺書を探れ」- 富倉紡績社長夫人
- 1982年 文吾捕物帳（ANB・三船プロ）
  - 第21話「失った女の過去」
- 1982年 時代劇スペシャル 新吾十番勝負 抹殺密命渦巻く悪の内懐にくの一暗躍（CX）
- 1983年 月曜ワイド劇場「崩壊家族」（ANB）
- 1983年 ザ・サスペンス「山之内家の惨劇」（TBS）
- 1983年 遠山の金さん（高橋英樹版、ANB）
  - 第1シリーズ 第63話「怪奇乙女が池の青い日傘をさす女」- お梅

### 映画
- 1969年 チンチン55号 ぶっ飛ばせ!! 出発進行（松竹）- 出口春子
- 1969年 夕陽に向かう（松竹）- 桂木ミキ
- 1970年 こちら55号応答せよ! 危機百発（松竹）-  三木悦子
- 1970年 誰かさんと誰かさんが全員集合!!（松竹）-  桂木みき

### 舞台
- 2003年 伝説のステージ

### テレビアニメ
- 1965年 戦え!オスパー（1965年 - 1967年、NTV）- 海津ユミ

### 吹き替え
- 1966年 アウター・リミッツ（日本テレビ版） 
  - 第2シーズン 第1話「38世紀から来た兵士」- ローレン・ケーガン（演：ラルフ・ハート）

## レコード
- ユミのうた（1965年、コロムビア） 「戦え!オスパー」挿入歌
- 眠れないのよ/愛したらどうするの（1972年1月、東芝）